# Ruudt Wackers
Ruudt Wackers est un peintre et sculpteur néerlandais, né à Echt-Susteren.

## Biographie
Le peintre Henk Van Leeuwen (v.O.) l’a guidé pour qu’il entre à la Rijksacademie voor Beeldende Kunsten (Académie d’Art National) à Amsterdam, où il a reçu des cours de peinture de Sierk Schröder. En 1983, il fonde à Amsterdam sa propre école d’art « Wackers Académie», toujours en activité.
Depuis le début des années 90, Ruudt réside et travaille en France. D’abord dans le Lot où il se lie d'amitié avec le chanteur Nino Ferrer puis, en 1998, au château de Bru à Perville en Tarn-et-Garonne.
Depuis 2018, Ruudt Wackers est installé à Francavilla d'Ete, dans la province de Fermo en Italie, il expose ses œuvres `a la galerie Palazzo RUUDT WACKERS`a  Francavilla d'Ete.   Exposé dans de nombreux pays (France, Pays-Bas, Belgique, Italie, États-Unis, Allemagne), ses peintures, dessins, pastels et sculptures appartiennent à des collections privées et publiques.